# Charles Alexandre
Charles Alexandre (Amiens, 1797 – Parigi, 1870) è stato un filologo francese.
Abile grecista, redasse (1830) un dizionario greco-francese.
Fu inoltre editore (Oracula Sybillina)